# Воларович, Михаил Павлович
Миха́ил Па́влович Воларо́вич (1900—1987) — советский учёный, специалист по торфу, доктор физико-математических наук, профессор, лауреат Государственной премии СССР, заслуженный деятель науки и техники РСФСР. Основоположник отечественной геологии, физики торфа как науки.

## Биография
Родился 16 ноября 1900 года в Москве.
1926 год — окончил физико-математический факультет МГУ.
С 1933 по 1964 год — заведующий кафедрой физики Московского торфяного института.
Во время Второй мировой войны исследовал проблему оптимального состава смазочных масел для облегчения запуска двигателей в условиях низких температур.
Заведующий лабораторией Института физики Земли АН СССР.
Основоположник отечественной физики торфа как науки.
1970 год — является одним из авторов открытия пьезоэлектрического эффекта горных пород.
Подготовил 27 докторов и 125 кандидатов наук.
Похоронен на Ваганьковском кладбище.

## Семья
Брат — Георгий (1907—1999) — геолог.

## Награды и премии
- Орден Красной Звезды (10.06.1945)
- Орден Ленина[5] — за исследования влияния низких температур на вязкость масел, которые помогли при создании смазки для танковых двигателей во время Великой Отечественной войны.
- Заслуженный деятель науки и техники РСФСР
- Государственная премия СССР (1973) — за открытие пьезоэлектрического эффекта горных пород, разработку и внедрение в практику геологоразведочных работ пьезоэлектрического метода поисков и разведки месторождений полезных ископаемых